# Rudolph Wilhelm Krause der Jüngere
Rudolph Wilhelm Krause der Jüngere auch: Crause, Krauss, Crausius (* 22. Oktober 1642 in Naumburg; † 26. Dezember 1718 in Jena) war ein deutscher Mediziner.

## Leben
Krause war der Sohn des gleichnamigen Kanzlers von Sachsen-Weimar Rudolph Wilhelm Krause der Ältere. Da sein Vater das Adelsdiplom erwarb, führte er in seiner Lebenszeit auch häufig die Bezeichnung Hereditari von Mellingen. Sein Vater hatte dafür gesorgt, das sein Sohn in frühsten Jugendjahren gute Lehrer an die Seite gestellt bekam. Zu diesen gehörten unter anderem Christian Chemnitz und Georg Götze. Bereits am 22. April 1659 wurde ehrenhalber an der Universität Jena immatrikuliert. Hier besuchte er zunächst die philosophischen Vorlesungen der dortigen Professoren und wendete sich unter Gottfried Möbius den medizinischen Wissenschaften zu. Nachdem er im Rahmen seine Ausbildung bei Werner Rolfinck und Johann Theodor Schenck einige Arbeiten verteidigt hatte, begab er sich auf eine Kavaliersreise. Diese führte ihn zunächst an die Universität Erfurt, die Universität Leipzig, die Universität Wittenberg, nach Frankfurt am Main, Darmstadt, Mainz, Hamburg und Emden, in die Niederlande. Hier frequentierte er die Universität Groningen, die Universität Utrecht, war in Amsterdam und an der Universität Leiden, wo er Vorlesungen von Florentius Schuyl, sowie Franciscus Sylvius besuchte.
Nach einem kurzen Aufenthalt in London, reiste er über die Niederlande und Deutschland nach Italien. In Italien sammelte er weitere Eindrücke in verschiedenen Städten. An der Universität Padua erwarb er sich den akademischen Grad eines Magisters der Philosophie und am 6. August 1667 promovierte er unter Antonio Molinetti (–1675) zum Doktor der Medizin. Nach weiterem Aufenthalt in Italien, wo er beinahe in Mailand vergiftet worden war, kehrte er nach Jena zurück. Hier wurde er am 28. Juni 1671 an der Salana außerordentlicher Professor der Medizin, nach dem Tod von Johann Theodor Schenck rückte er 1672 in die zweite ordentliche Professur der theoretischen Medizin auf und wurde nach dem Tod von Werner Rolfinck 1673 erster Professor der praktischen Medizin und Chemie in Jena. Am 25. September 1676 wurde er mit dem Beinamen Typhus zum Mitglied der Leopoldina gewählt. Er beteiligte sich als Hochschullehrer der Salana auch an den organisatorischen Aufgaben der Hochschule. So war er mehrmals Dekan der medizinischen Fakultät und in den Wintersemestern 1672, 1678, 1684, 1694 Rektor der Alma Mater.

## Familie
Krause verheiratete sich am 29. Dezember 1681 in Jena mit Eleonore Conrad (get. 10. April 1658 in Gera; begr. 15. Januar 1690 in Jena), die Tochter des Hofpredigers in Gera Heinrich Conrad (get. 26. Januar 1617 in Gera; † 1. Juni 1684 ebenda). Nach dem Tod seiner ersten Frau ging er mit Anna Maria Neresius († 1758) eine zweite Ehe ein. Aus erster Ehe stammen Kinder. Von diesen kennt man:
- Maria Eleonora Krause († 1. Mai 1696 in Jena)
- Charlotte Regina Krause verh. Johann Christian Fritsch (1676–1735) Dr. med. Leibarzt in Weimar und Eisenach
- Rudolph Heinrich Krause († jung)
- Rudolph Wilhelm Krause (1686–1688)

## Werke (Auswahl)
- Disputatio Medica De Schorbuto. Jena 1671, (thulb.uni-jena.de).
- Disp. inauguralis de cordis palitatione. Jena 1672.
- Disp. Medica de Podagra. 1673.
- Disputatio Inauguralis Medica De Frigidis. Jena 1674 (thulb.uni-jena.de).
- Disputatio Inauguralis Medica De Alvi Fluxu: deducta & concinnata ex Hippocratis Aphorismo I. Sect. VI. ubi dicitur Ructus acidus in diuturnis intestinorum laevitatibus, qui prius non erat, bonus. Jena 1674 (thulb.uni-jena.de).
- Disp. inaug de Fonticulis. Jena 1675 (thulb.uni-jena.de).
- Disp. inaug. de Febribus catarrhalibus. Jena 1676.
- Disputatio Medica Inauguralis de spasmo Cynico. Jena 1677 (books.google.de).
- Disp. inaug de febre quartana intermittente. Jena 1678.
- Scrutinium Physiologicum Primorum Rerum Naturalium Principiorum. Jena 1679 (sub.uni-goettingen.de).
- Cachexia Scorbutica. Jena, 1680 (thulb.uni-jena.de).
- Disp. de hypercatharsi. Jena 1681.
- Dissertatio inaug. de Lochiis naturaliter. Jena 1682.
- Dissertatio Inauguralis de febre petechiali. Jena 1683 (books.google.de).
- Dissertatio Medica Inauguralis De Intestinis, eorumque Morbis ac Symptomatis, cognoscendis & curandis. Jena 1684 (thulb.uni-jena.de).
- Disp. inaug de cordis palpitatione. 1686.
- Disputatio Inauguralis Medica De Contractura. Jena 1687 (thulb.uni-jena.de).
- Disp. inaug. de morbis Spiritum. 1688.
- Disputatio Inauguralis Medica De Phrenitide. Jena 1689 (thulb.uni-jena.de).
- Disp. inaug de vertigine. 1690.
- Disp. inaug. de nymphomania. 1691.
- Disp. inaug. de diabete. Jena 1692.
- Disp. inaug. de dysenteria. 1693.
- Disp. inaug de hirundinibus. 1695.
- Dissertatio Medica Inauguralis De Memoria eiusque Remediorum Natura, Usu, Et Abusu. Jena 1696 (thulb.uni-jena.de).
- Propempticum inaugurale de difficvltate in Studio Medico hodie emergente. Jena 1697 (books.google.de).
- Dissertatio Inauguralis Medica De Appetitu Ventriculi Depravato, in Pica Et Malacia. Jena 1698 (thulb.uni-jena.de).
- Programma de meteoris microcosmi seu flatibus. 1699.
- Dissertatio Inauguralis Medica De Phthisi, Seu Exulceratione Pulmonum Cum Febri Hectica. Jena 1700 (thulb.uni-jena.de).
- Dissertatio Medica Inavgvralis De Incantantis. Jena 1701 (books.google.de).
- Commendatio studii inquirendi facultates medicamentorum. 1702.
- Dissertatio Inauguralis Medica de regulis antimonii. Jena 1703 (books.google.de).
- Dissertatio Inauguralis Medica de Cardamonis. Jena 1704 (books.google.de).
- Disp. de ardore stomachi. 1705.
- Propempticum Inaugurale de ductu naturae ad artes discendas summe necessario. Jena 1706 (books.google.de).
- Disp. inaug de dentium dolore. 1707.
- Propempticon Inaugurale De Turba Medicorum. Jena 1709 (books.google.de).
- De passione hysterica strangulatoria. Jena 1710.
- Propemticum Inaugurale De Medico Artifice. Jena 1712 (sub.uni-goettingen.de).
- Dissertatio Medico-Practica De Siti Immoderata. Jena 1713 (books.google.de).
- Excerpta Qvædam Ex Observatis In Nvpera Peste Hambvrgensi. Jena 1714 (Resp. Johann Franz Beerwinkel, digitale.bibliothek.uni-halle.de).